# Sensation urbaine
Pour plus de détails, voir Fiche technique et Distribution.
Sensation urbaine (קשר עיר, Kesher Ir) est un film israélien réalisé par Jonathan Sagall, sorti en 1999.

## Synopsis
L'arrivée d'un visiteur inattendu, Emanuel, bouleverse la vie de famille d'Eva et Robby.

## Fiche technique
- Titre : Sensation urbaine
- Titre original : קשר עיר (Kesher Ir)
- Réalisation : Jonathan Sagall
- Scénario : Jonathan Sagall
- Musique : Josef Bardanashvili
- Photographie : Dror Moreh
- Montage : Dalia Castel
- Production : David Mandil, Jonathan Sagall, Eyal Shiray et Michael Tapuah
- Société de production : Urban Feel Productions
- Pays :  Israël
- Genre : Drame
- Durée : 103 minutes
- Dates de sortie : 
  -  Israël : 29 avril 1999

## Distribution
- Dafna Rechter : Eva
- Sharon Alexander : Robby
- Jonathan Sagall : Emanuel
- Assi Levy : Nelly
- Shmil Ben Ari : Marco, le directeur de théâtre
- Tchia Danon : Gabriela, la patronne d'Eva
- Ziv Baruch : Jonah, le fils d'Eva et Robby
- Zachi Dichner : l'officier de police
- Alon Dahan : Neri

## Distinctions
Le film a été présenté en sélection officielle en compétition lors de Berlinale 1999.